# Kiedrich

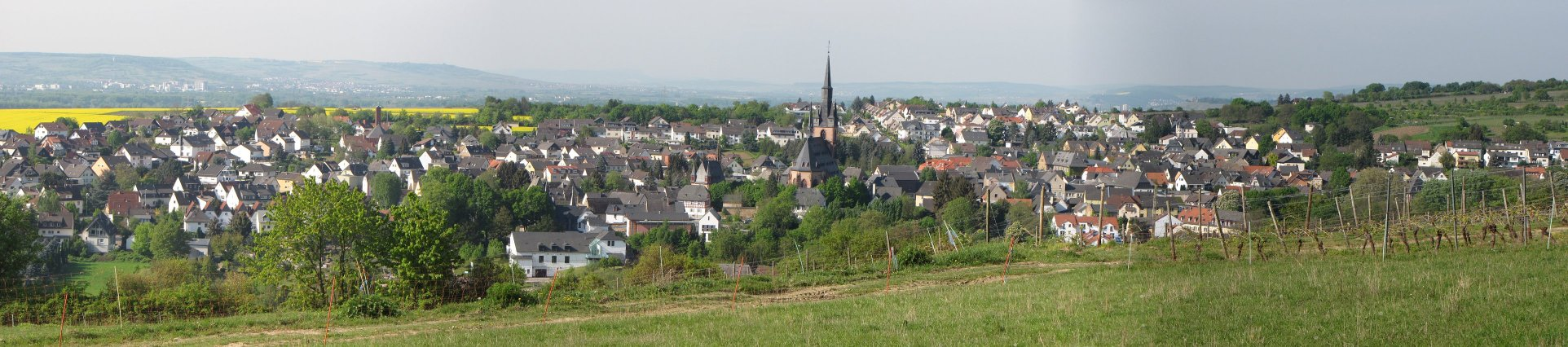
Panorama Kiedrich

Kiedrich – miejscowość i gmina w Niemczech, w kraju związkowym Hesja, w rejencji Darmstadt, w powiecie Rheingau-Taunus.

## Geografia
Kiedrich leży w Rheingau, na południowym stoku gór Taunus, ok. 2 km na północ od miasta Eltville am Rhein i ok. 3 km od Renu. Kiedrich na północy graniczy z gminą Schlangenbad, a na wschodzie, południu i zachodzie z miastem Eltville am Rhein.

## Historia

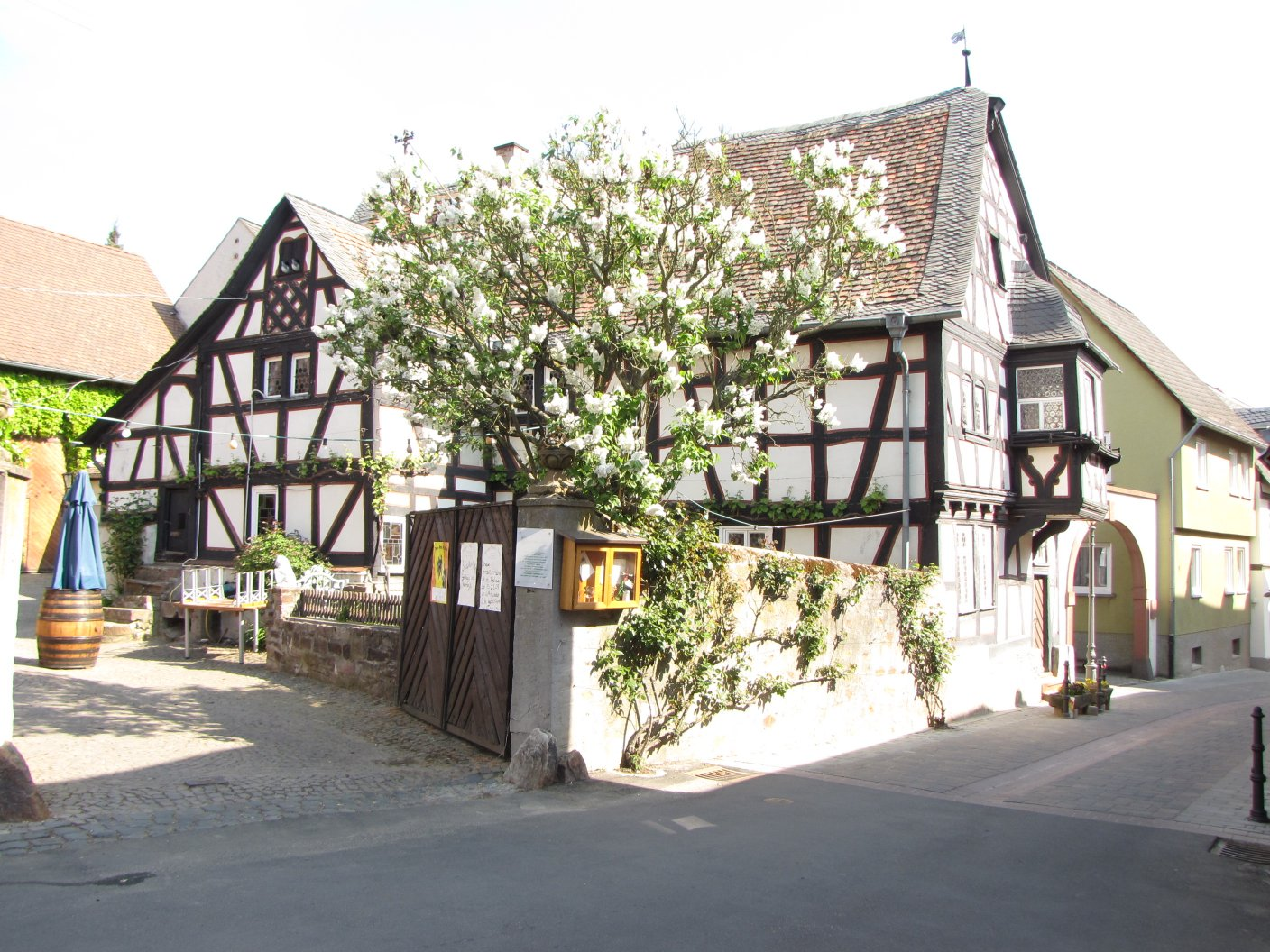
Frankońska kuźnia wiejska

Kiedrich po raz pierwszy został wymieniony w dokumencie arcybiskupstwa mogunckiego. Dokument ten nie jest datowany, ale pochodzi z czasów arcybiskupa Friedricha (937-954). W 1160 rozpoczęła się budowa zamku Scharfenstein. Już w 1131 wspomina się o winnicach uprawianych w Kiedrich.
Miejscowość w 1806 zostało wcielone do księstwa Nassau, a w 1866 do Prus.

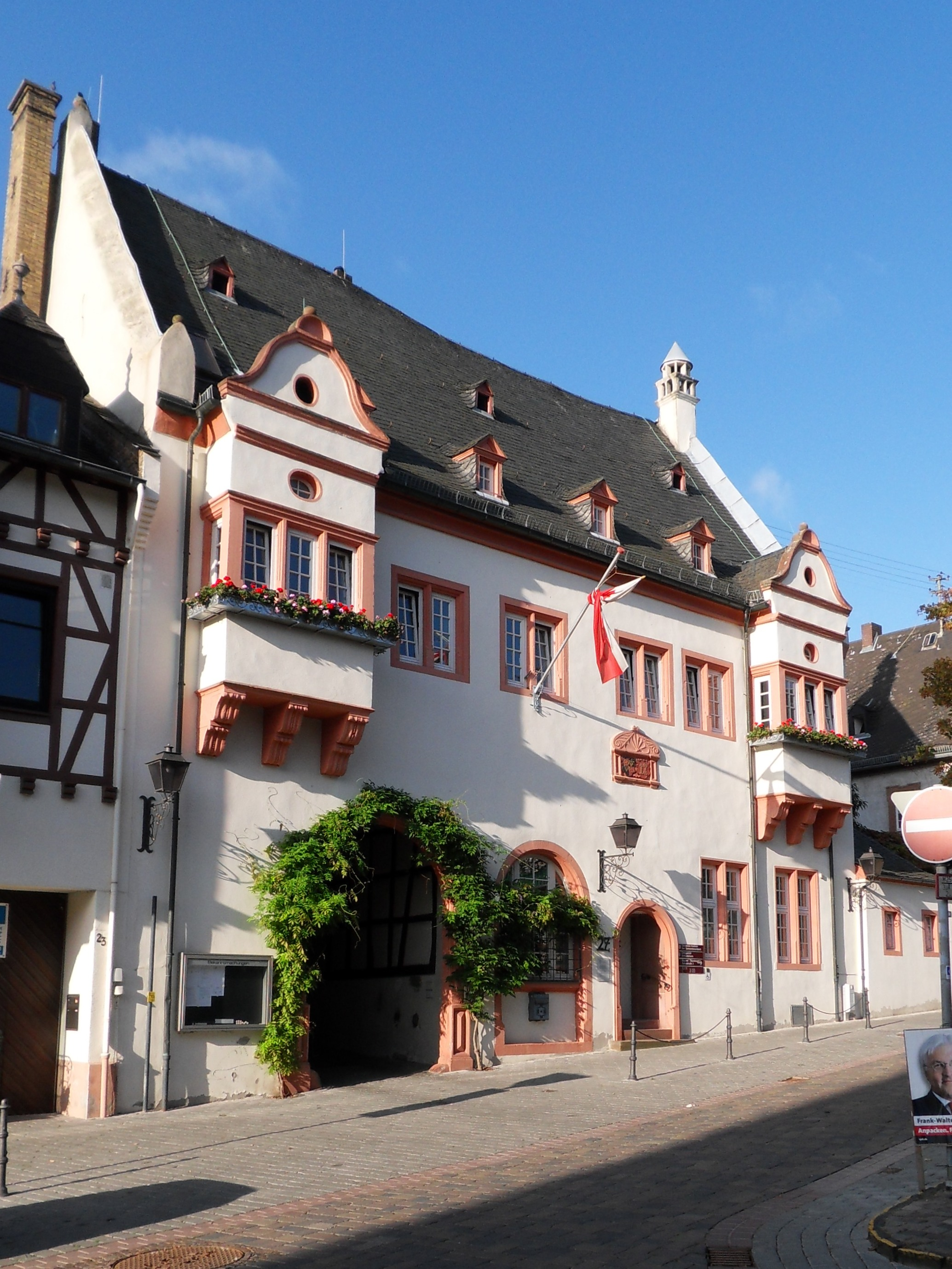
Renesansowy ratusz na rynku jest siedzibą burmistrza

## Współpraca
Miastem partnerskim Kiedrich od 1981 jest Hautvillers w Szampanii we Francji.

## Kultura i zabytki

### Muzyka
Późnogotyckie organy (z roku 1500) w kościele parafialnym posiadają ok. 950 piszczałek o wyjątkowo pięknym brzmieniu. Są to najstarsze grające organy w Niemczech. Chór z Kiedrich (składający się z chłopców, dziewcząt i mężczyzn) pielęgnuje tradycję udokumentowaną od 1383 (ponad 650 lat) liturgicznego łacińskiego śpiewu chóralnego podczas nabożeństwa, który posiada odrębną, regionalną formę. W Kiedrich można także podziwiać i usłyszeć dzwony - najstarszy, gotycki pochodzi z 1389.

### Budowle

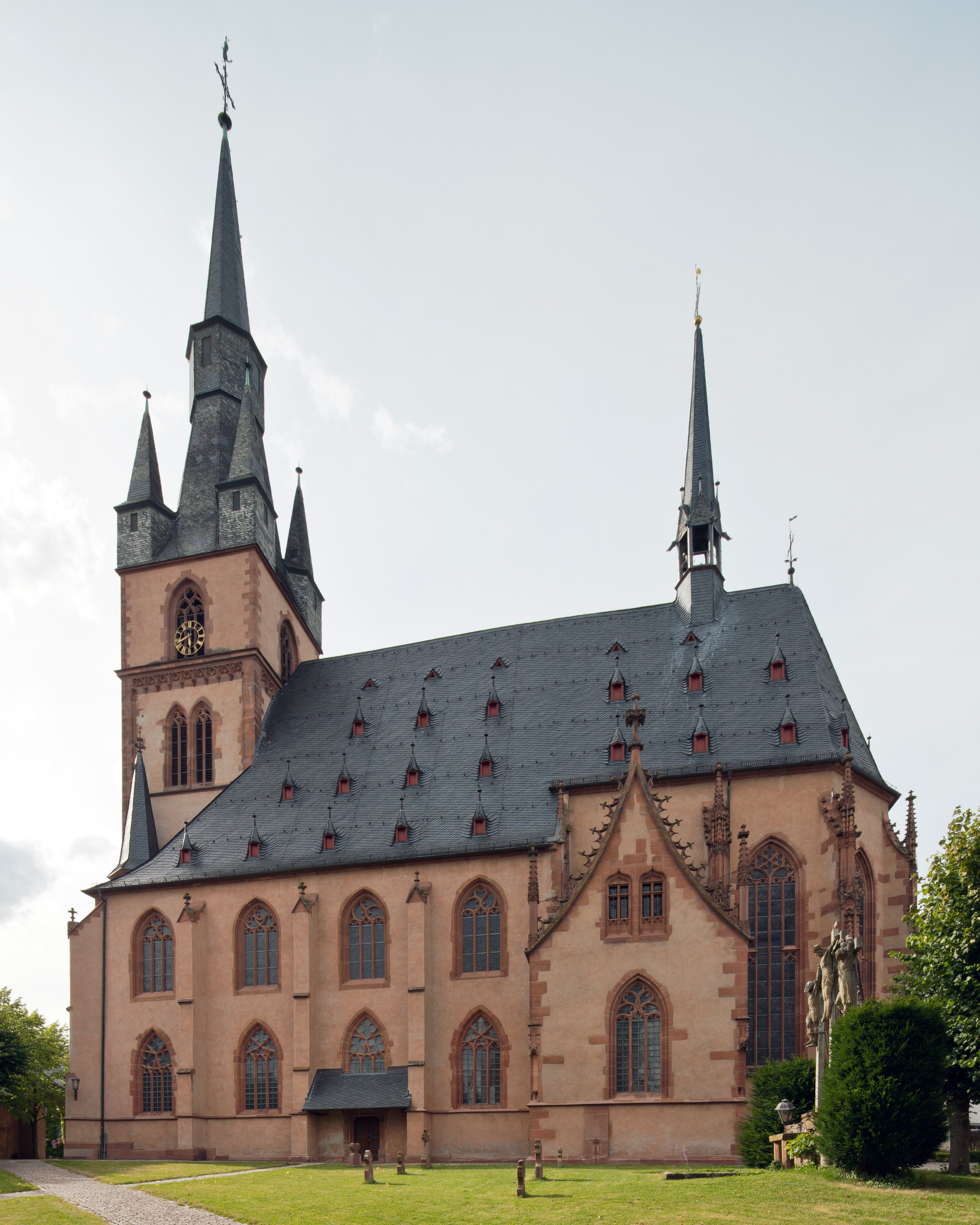
Kościół parafialny św. Dionizego i św. Walentego (St. Valentinus und Dionysius)

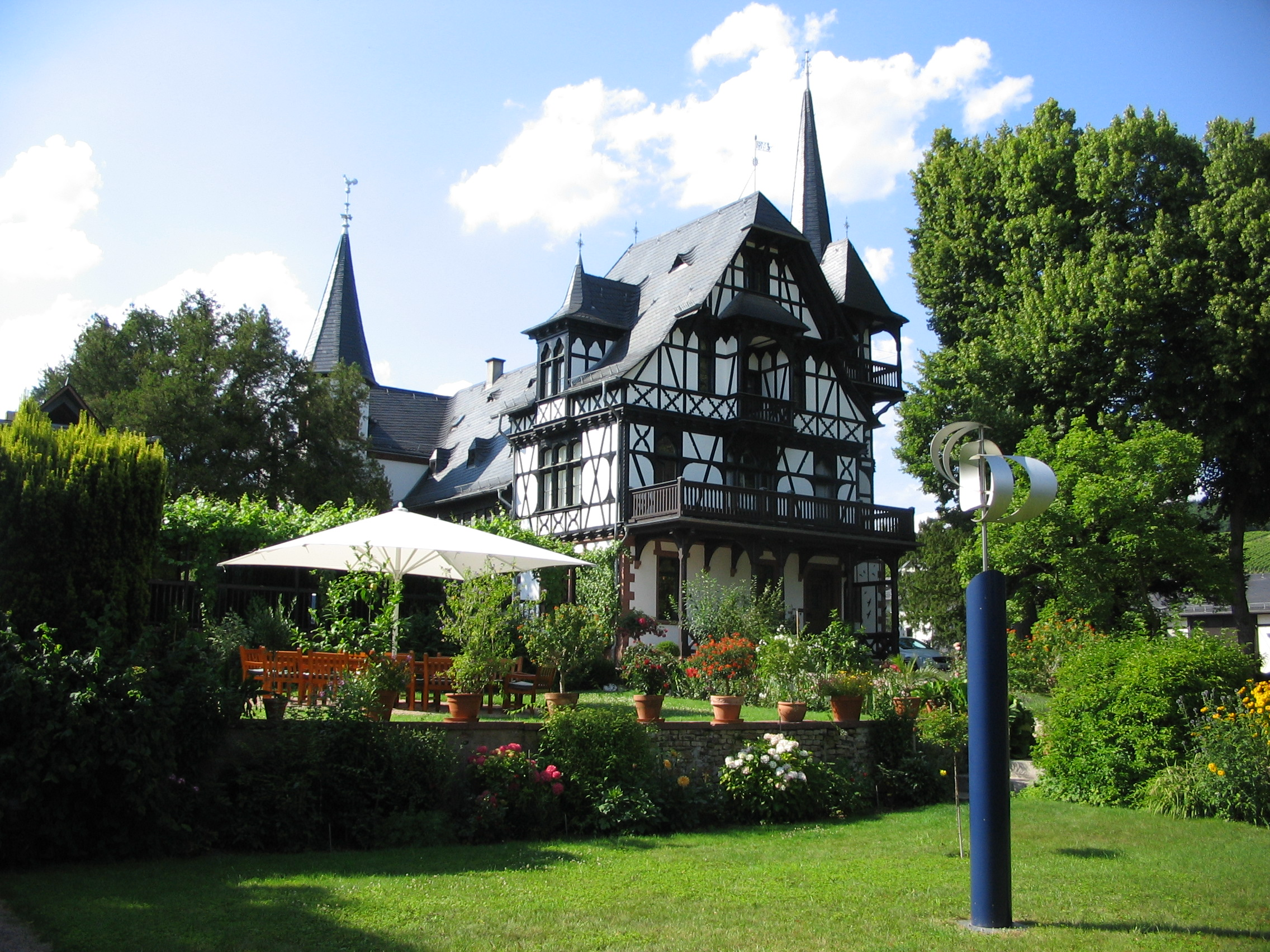
Dawna willa Johna Suttona i dom wina Roberta Weil

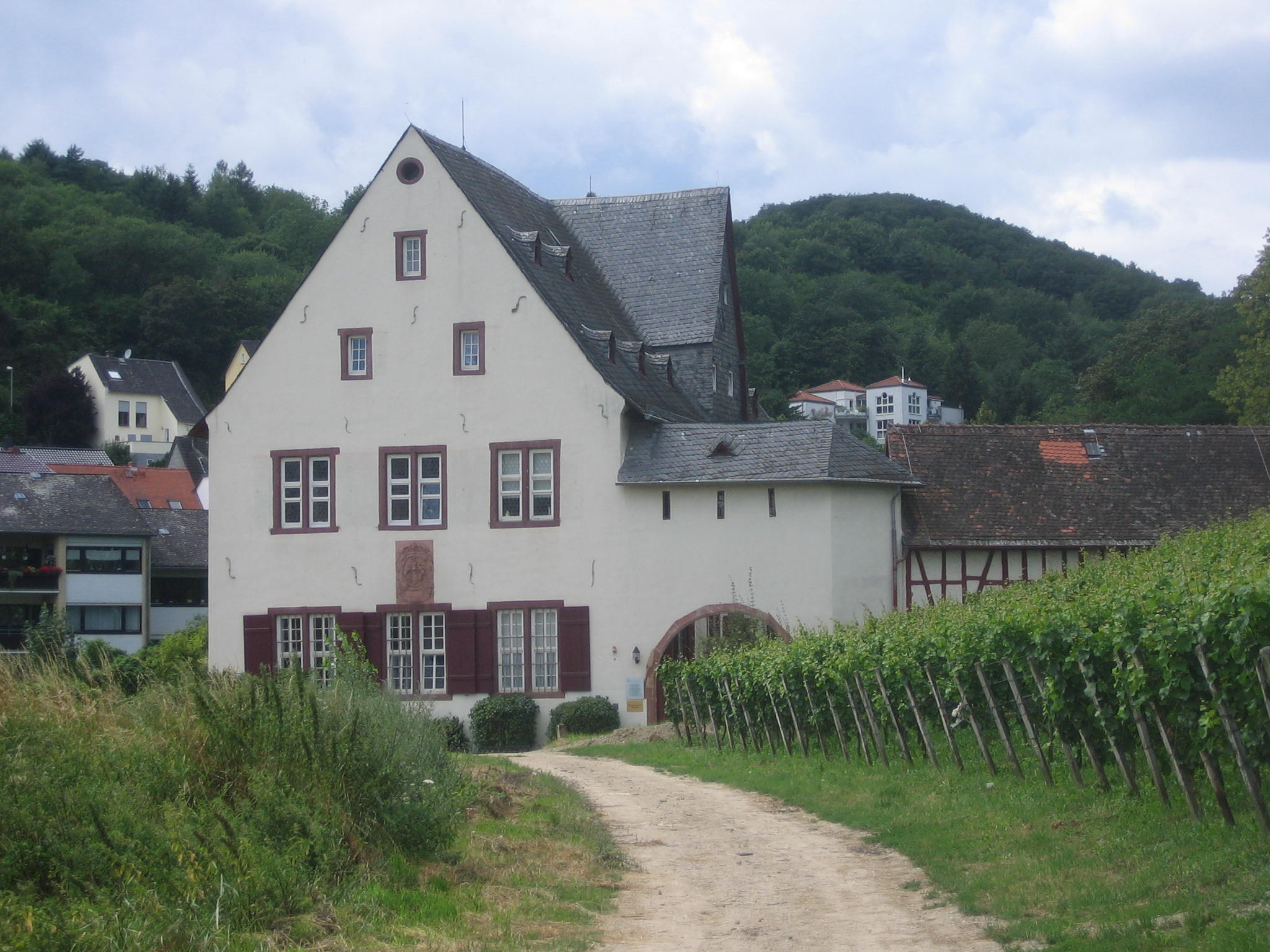
Zagroda Bassenheimer, 1660

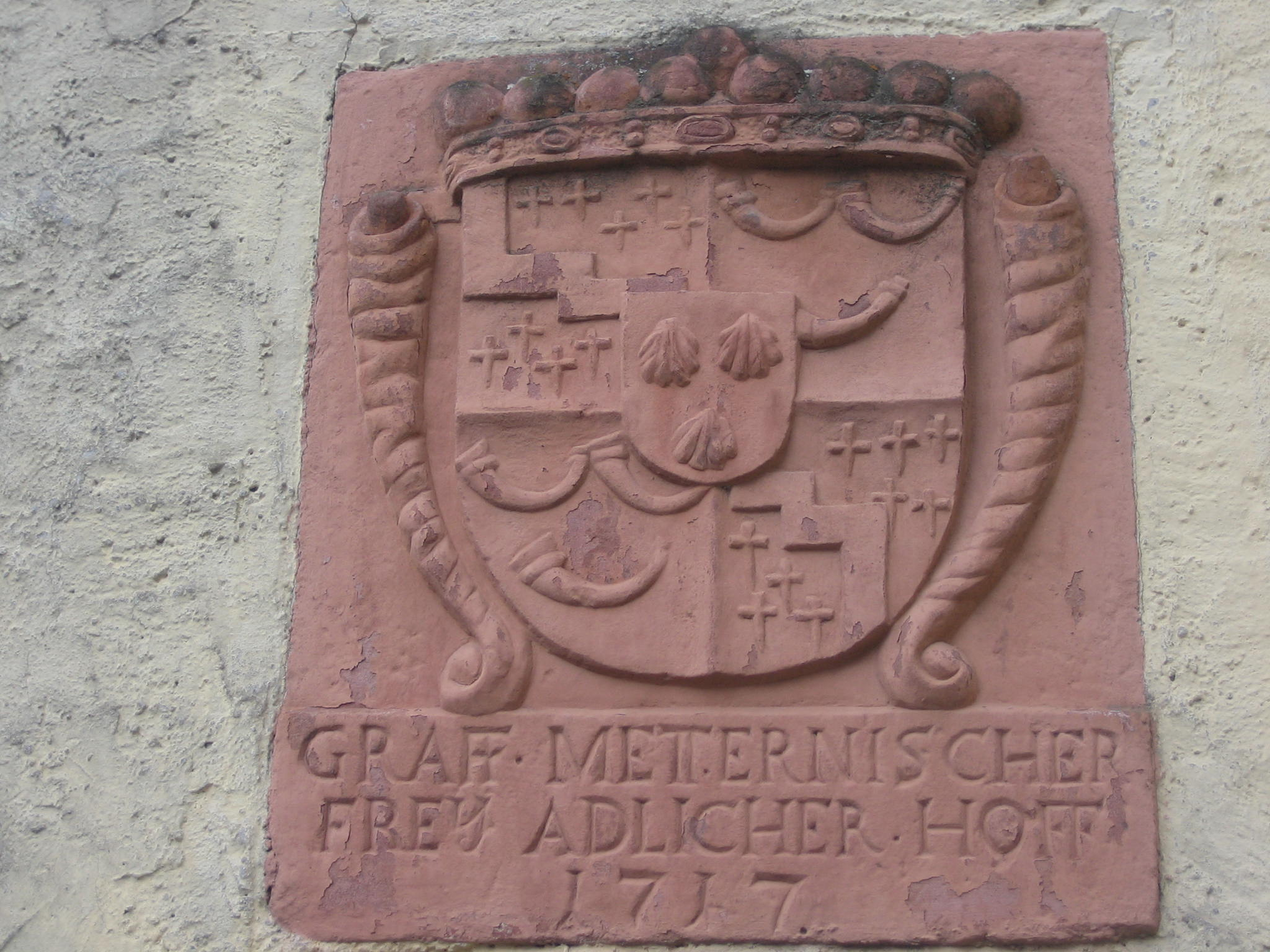
Dwór Metternichów, 1717

Dzięki swojemu gotyckiemu kościołowi, Kiedrich jest nazywany perełką gotyku. Katolickie sanktuarium - miejsce pielgrzymek do świętego Walentego ukończone w 1493. W 1444 Nikolaus Eseler Starszy dobudował gotycką kaplicę podwójną pod wezwaniem św. Michała (Michaelskapelle) z karnerem. W kaplicy znajduje się zabytkowy świecznik w kształcie Madonny autorstwa Petera Schro - artysty ze szkoły Hansa Backoffena (1520).

### Inne zabytki
- renesansowy ratusz z 1585
- najstarsza w Rheingau studnia targowa znajdująca się przy murze cmentarnym, pochodząca z 1541, z herbem Kiedrich i herbem księcia mogunckiego oraz arcybiskupa Albrechta von Brandenburga
- zamek Scharfenstein wzniesiony w 1160 - popadł w ruinę już w XVI w., należący do granicznych umocnień arcybiskupstwa w Moguncji
- dom wielkiego dobroczyńcy i patrona Kiedrich, barona Johna Suttona (1820-1873), dzisiaj siedziba winnicy Roberta Weil
- źródło Virchowa (Virchow-Quelle), złoże bogatej w lit i arsen soli (24°)
- dwór Bassenheimer Hof, 1660 zwany mogunckim prepozytem katedralnym

### Regularne imprezy
- Champagnerfest (pierwsza niedziela czerwca)
- Rieslingfest (ostatni weekend czerwca)
- Hahnwaldlauf (początek lipca)
- Adventsbasar (pierwszy tydzień adwentu)
- Schnorrerrallye (karnawał starych kobiet)
- Rosenmontagszug (poniedziałek róż)
- Mundartmatinée (pierwsza niedziela sierpnia)

## Gospodarka i infrastruktura

### Uprawa winorośli

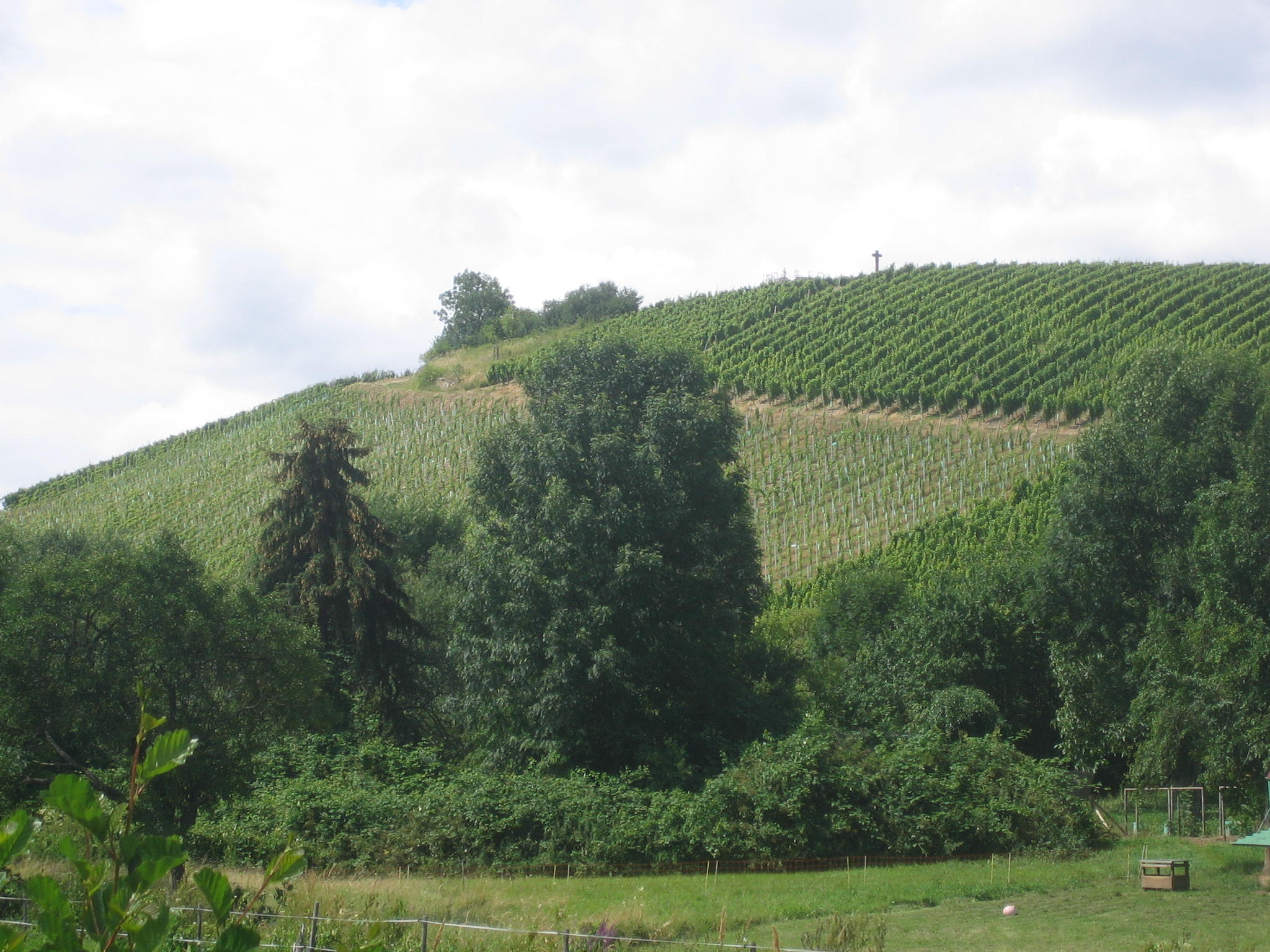
Gräfenberg

Kiedrich zapewnia warunki do dobrego rozwoju win wysokiej jakości. Winice Gräfenberg, Wasseros, Klosterberg, Sandgrub i Turmberguntain można uznać za najatrakcyjniej zlokalizowane w Rheingau. Tradycja uprawy wina Kiedrich sięga 1480, kiedy to była prowadzona w dzisiejszym domu wina, pod nazwą "Adelsgut Langenhof Weinbau". Lokalna spółdzielnia winiarska została założona w 1893 i jest najstarszą spółdzielnią w Rheingau.

### Edukacja
- przykościelna Szkoła Chóralna, założona przez barona Johna Suttona w 1865 dla kształcenia głosów uczniów i popularyzacji śpiewu chóralnego
- szkoła John-Sutton-Schule, szkoła podstawowa zorganizowana według modelu z Jeny
- integracyjne przedszkole gminne Hickelhäusje i katolickie przedszkole St. Valentin
- inne szkoły: w Eltville am Rhein, Geisenheim i Wiesbaden.

## Osoby związane z Kiedrich
- Anton Raky - pionier odwiertów naftowych, twórca specjalistycznych wierteł, dorastał w Kiedrich
- Andreas Scholl - kontratenor, wychowanek chóru Kiedricher Chorbuben, mieszkaniec Kiedrich
- Gerson Stern - pisarz, żyjący w latach 1920–1937 w Kiedrich; napisał tutaj swoją powieść Weg ohne Ende (Droga bez końca) (1934).
- John Sutton - patron i założyciel szkoły chóralnej (1865)

## Literatura
- Clemens Jöckle: Kiedrich im Rheingau. (= Kunstführer; Nr. 1465), Schnell und Steiner, Regensburg 1997, ISBN 3-7954-6036-0
- Josef Staab: Kiedrich in alten Ansichten. Europäische Bibliothek, Zaltbommel 1992, ISBN 90-288-5174-7
- Josef Staab (Hrsg.): St.-Valentinuskirche in Kiedrich. 1493–1993. Zur 500jahrfeier ihrer Vollendung. Katholisches Pfarramt St. Valentin, Kiedrich 1993, ISBN 3-921865-04-2
- Josef Staab; Bruno Kriesel; Rudolf Fenzl: Kiedrich im Rheingau, das gotische Weindorf. Geschichte, Kunst, Kultur von A–Z. Förderkreis Kiedricher Geschichts- und Kulturzeugen, Kiedrich 2003, ISBN 3-9808438-4-X
- Bruno Kriesel: Kiedricher Persönlichkeiten aus sieben Jahrhunderten. Förderkreis Kiedricher Geschichts- und Kulturzeugen, Kiedrich 2008, ISBN 978-3-00-025555-7
- Walter Hell: Vom Mainzer Rad zum Hessischen Löwen. Sutton Verlag, Eltville 2008, ISBN 978-3-86680-356-5